# Pont Grandchamp
Le pont Grandchamp de Sainte-Geneviève-de-Berthier traverse la rivière Bayonne. Il est le dernier pont couvert encore en fonction dans la région administrative de Lanaudière,. Il a été cité comme immeuble patrimonial en 2018.

## Histoire
Le premier pont Grandchamp fut construit en 1883,. Le pont actuel le remplace en 1918. Il est restauré en 1948. Il est fermé à la circulation en 1977 pour n'être ré-ouvert qu'en 1996,. Sa réfection est en partie dû à un groupe de citoyens engagés qui s'est formé en 1987. Ces derniers, en plus de mobiliser le monde politique, ont activement travaillé à la rénovation du pont en s'inspirant des corvées d'antan. Le 9 juillet 2018, il a été cité immeuble patrimonial par la municipalité Sainte-Geneviève-de-Berthier.

## Caractéristiques
La ferme du pont est de type Town élaboré. Le lambris est de couleur sang de bœuf.